# Салина, Агостино
Граф Агостино Салина (итал. Agostino Salina; 28 августа 1830, Болонья — 14 января 1906, Болонья) — итальянский аристократ.
В 1859 г. был депутатом ассамблеи Романьи, потребовавшей свободы от светской власти Папы Римского и присоединения региона к Сардинскому королевству. Затем до 1868 г. занимал должность советника в городской администрации Болоньи и ряд других должностей (в частности, возглавлял городское отделение государственного ломбарда). На протяжении многих лет заместитель председателя дирекции Муниципального театра Болоньи. В 1876—1881 гг. член совета директоров Болонского музыкального лицея.